# Cépet
Cépet är en kommun i departementet Haute-Garonne i regionen Occitanien i södra Frankrike. Kommunen ligger i kantonen Fronton som tillhör arrondissementet Toulouse. År 2022 hade Cépet 2 325 invånare.

## Befolkningsutveckling
Antalet invånare i kommunen Cépet
Referens:INSEE